# Latnjajaure
Latnjajaure, nordsamiska:Latnjajávri, är en sjö i Kiruna kommun i Lappland som ingår i Torneälvens huvudavrinningsområde. Sjön har en area på 0,74 kvadratkilometer och ligger 974,1 meter över havet. Sjön är 43 meter djup. Maxdjupet finns vid sjöns västra strand där det 1 397 meter höga berget Latnjatjåkkå stupar brant ner i sjön. Latnjajaure får sitt vatten från  snösmältning och småglaciärer högre upp i Latnjadalen där två mindre namnlösa sjöar återfinns. Vid sjöns östra strand ligger sedan 1965 Latnjajaure forskningsstation. Här passerar även en vandringsled som går från Kårsavagge till Låktatjåkka.
Latnjajaure är isfri från mitten av juli till oktober. Sjön avvattnas av en namnlös jokk som störtar ut för en 300 meter djup ravin till Kårsajåkka som i sin tur mynnar i Torne träsk. Jokkens branta fall utför en av Kårsavagges raviner hindrar fisk från Kårsajåkka i den 300 meter lägre dalen att vandra upp till Latnajaure. Sjön är visserligen fisklös, men rik på plankton och insekter. Runt sjön förekommer fjälluggla, ringtrast, mosnäppa, snösparv och Sveriges enda häckande population av vinterhämpling. Dalens östsluttning innehåller kalk och är mycket artrik, medan ändmoränen som dämmer upp sjön i söder är sur och artfattig. Dalens svarta klippor absorberar effektivt solinstrålningen under vårvintern och purpurbräckan börjar blomma tidigt i maj.
Latnjadalen har milt vinterklimat där temperaturen sällan sjunker under -25 °C innan den tunga kalla luften rinner ner i Kårsavagge. Däremot har dalen kraftiga vindar. Under vintermånaderna har vindstyrkor på 50-60 m/s uppmätts och orkanvindar har uppmätts sommartid.

## Galleri

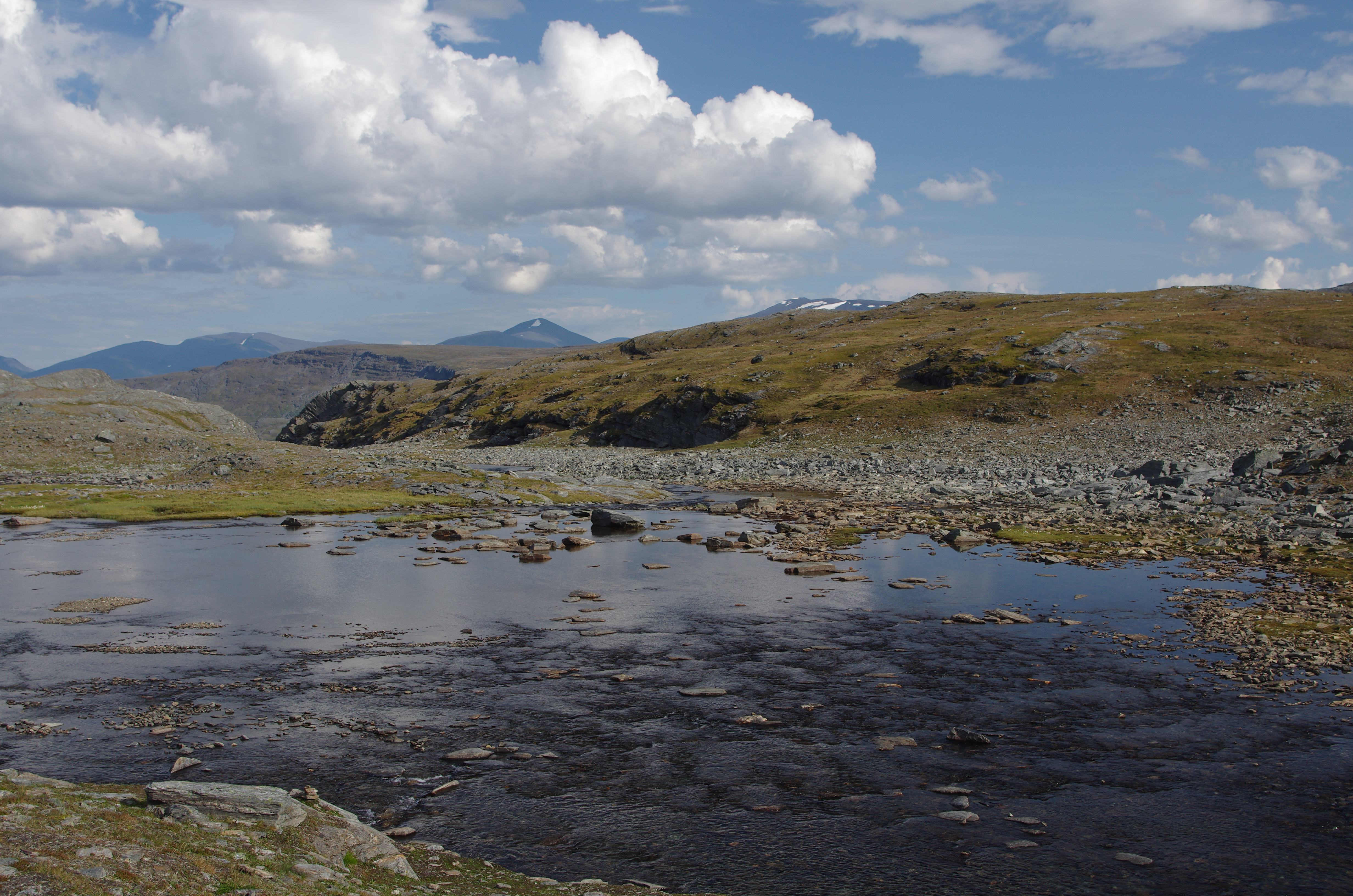
Latnjajaures namnlösa utflöde strax söder om sjön.
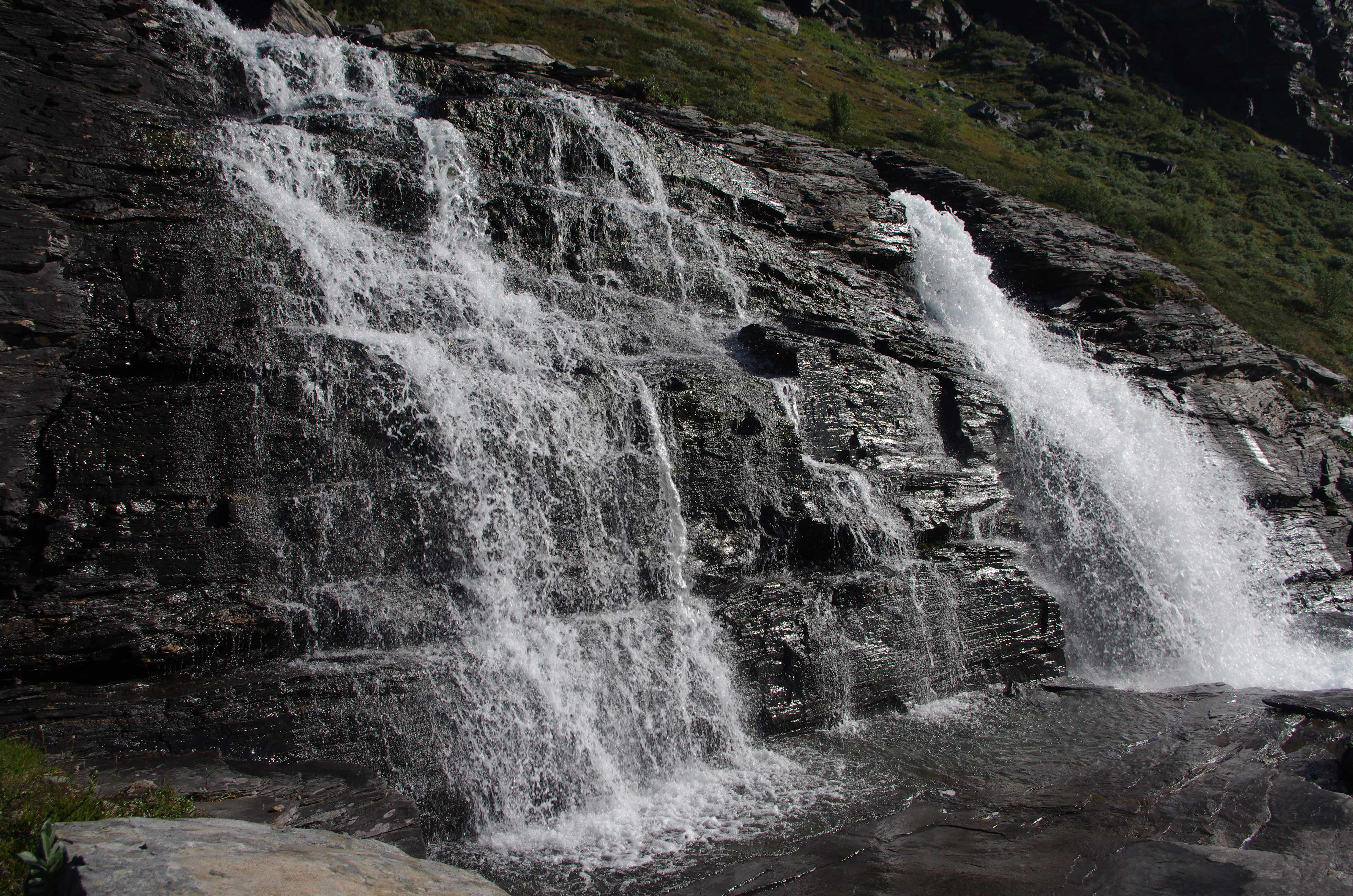
Efter en knapp kilometer störtar jokken ut för en ravin som utgör ett effektivt vandringshinder för fisk.

## Latnjajaure fältstation
Latnjajaure fältstation uppfördes 1965 av Uppsala universitet som en limnologisk forskningsstation, men tillhör sedan 1990 Abisko naturvetenskapliga station och fungerar som fältlaboratorium för terrester ekologi. Fältstationen är utrustad med tolv sängplatser, ett laboratorium och en bastu. All apparatur drivs med 12 volts spänning från solpaneler.

### Meteorologiska data
Stationen är utrustad med en helautomatisk väderstation, som året runt rapporterar in mätdata. Under sommaren när fältstationen är bemannad utförs manuella meteorologiska observationer morgon och kväll.

### Klimatforskning
Latnjajaure fältstation är en av 25 forskningsstationer som ingår i det cirkumpolära programmet The International Tundra Experiment (ITEX). Programmet kartlägger klimatförändringarnas påverkan på fjällväxternas produktion och fortplantning inom fasta provytor som återbesöks efter 20 år eller mer. Försök görs även med 50-talet miniväxthus som simulerar växthuseffekten genom att höja temperaturen på en provyta med 2-3 °C. Miniväxthusen är sexkantiga koner av polykarbonat (Open-Top Chambers). Forskningsstationen har även ett fågelmärkningsprogram där man undersöker hur häckningsmönstren hos fåglar påverkas när klimatet blir varmare och gynnar mer buskartad vegetation så som videsnår och fjällbjörk.

## Galleri

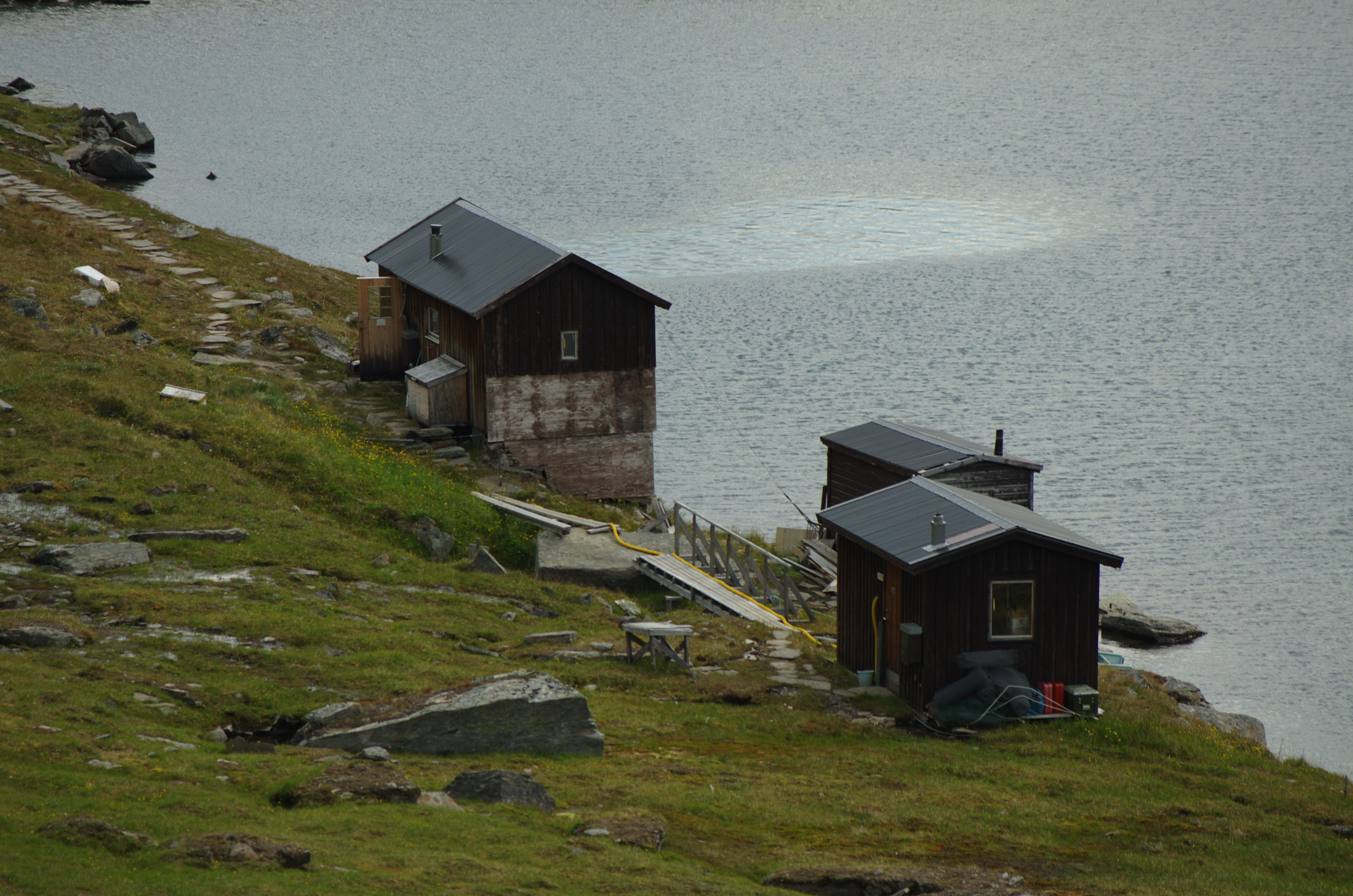
Latnjajaure fältstation vid sjöns östra strand.
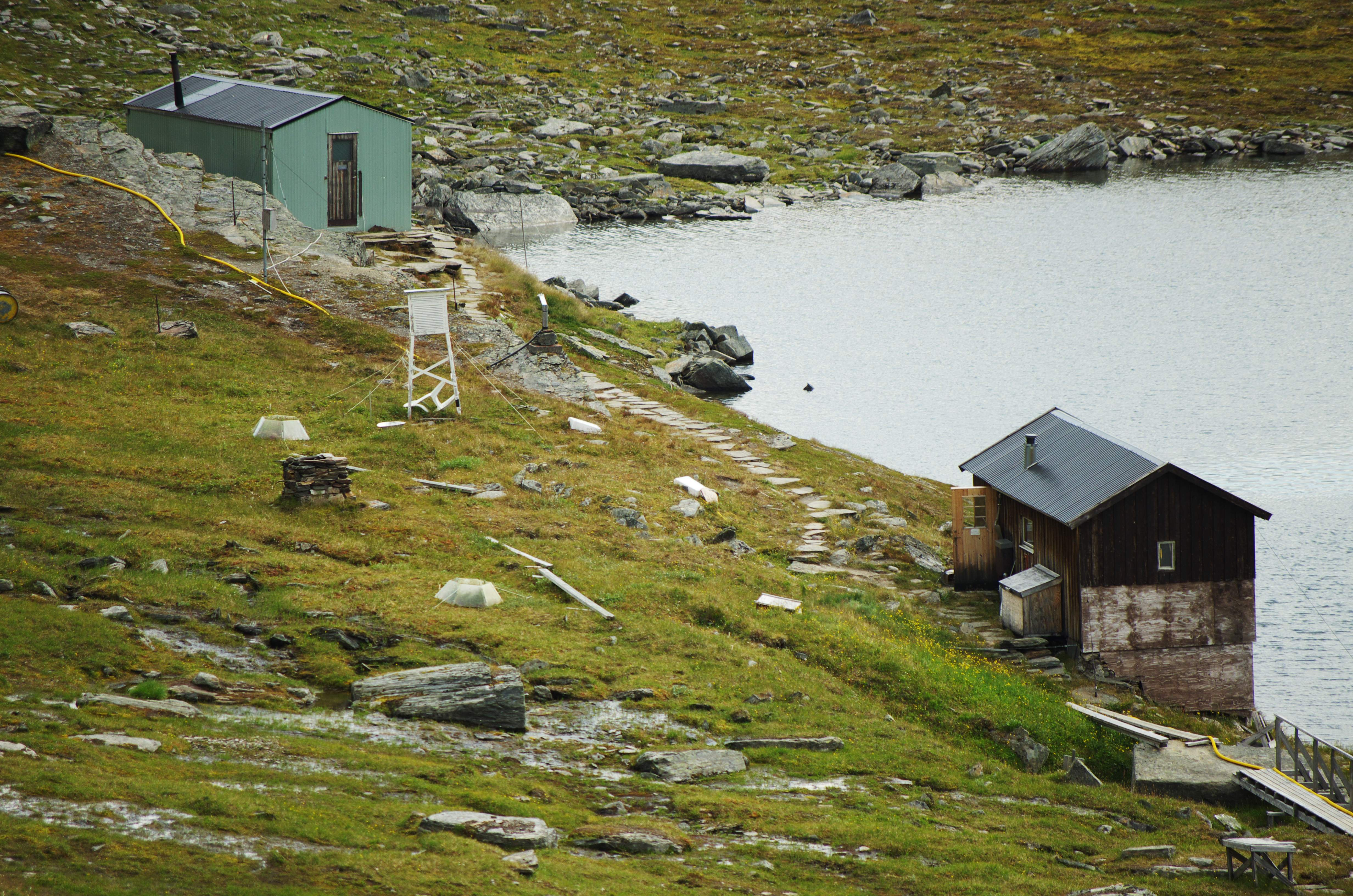
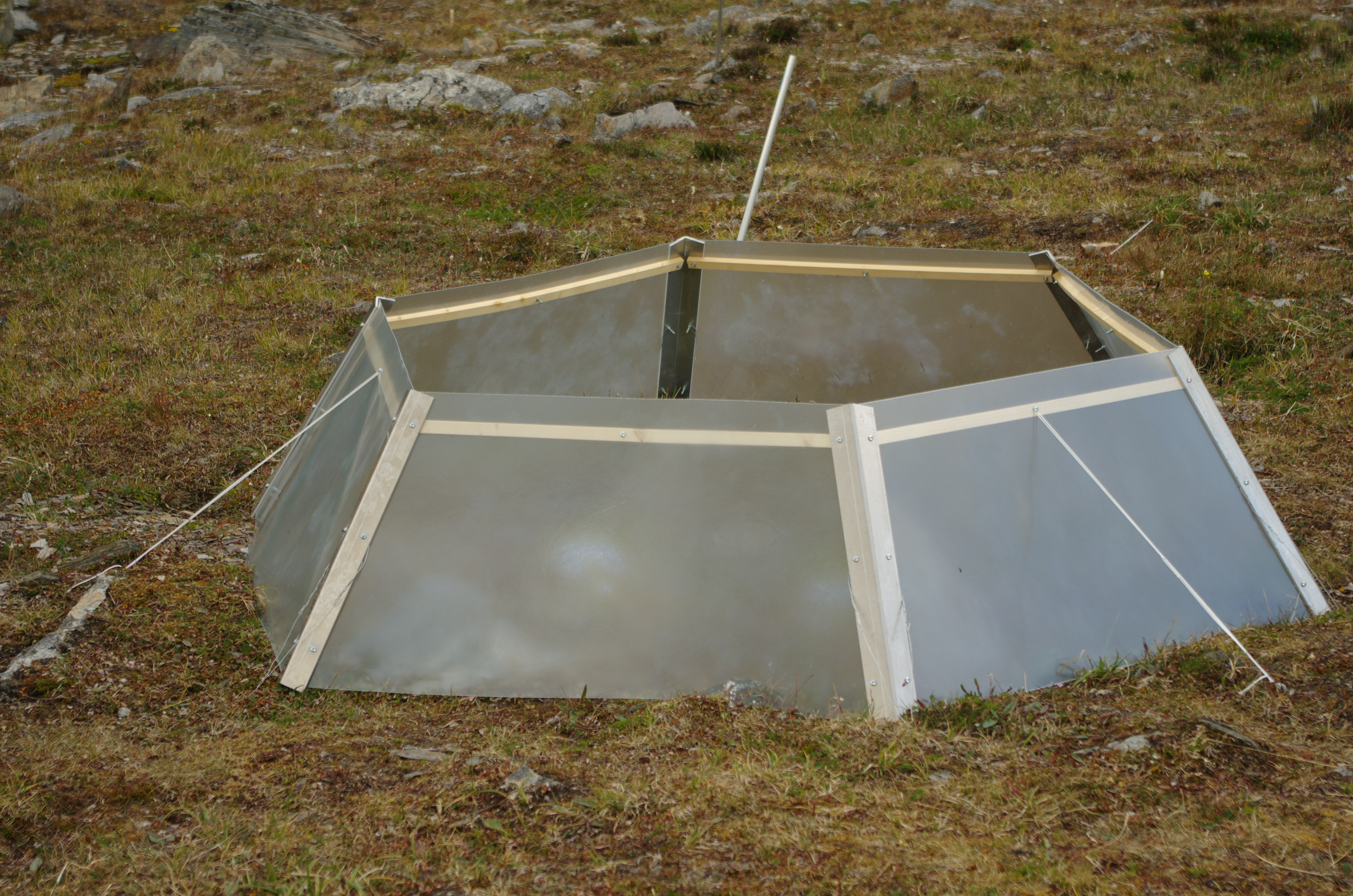
Miniväxthus (Open-top chamber) som ökar tundrans temperatur 2-6 grader.
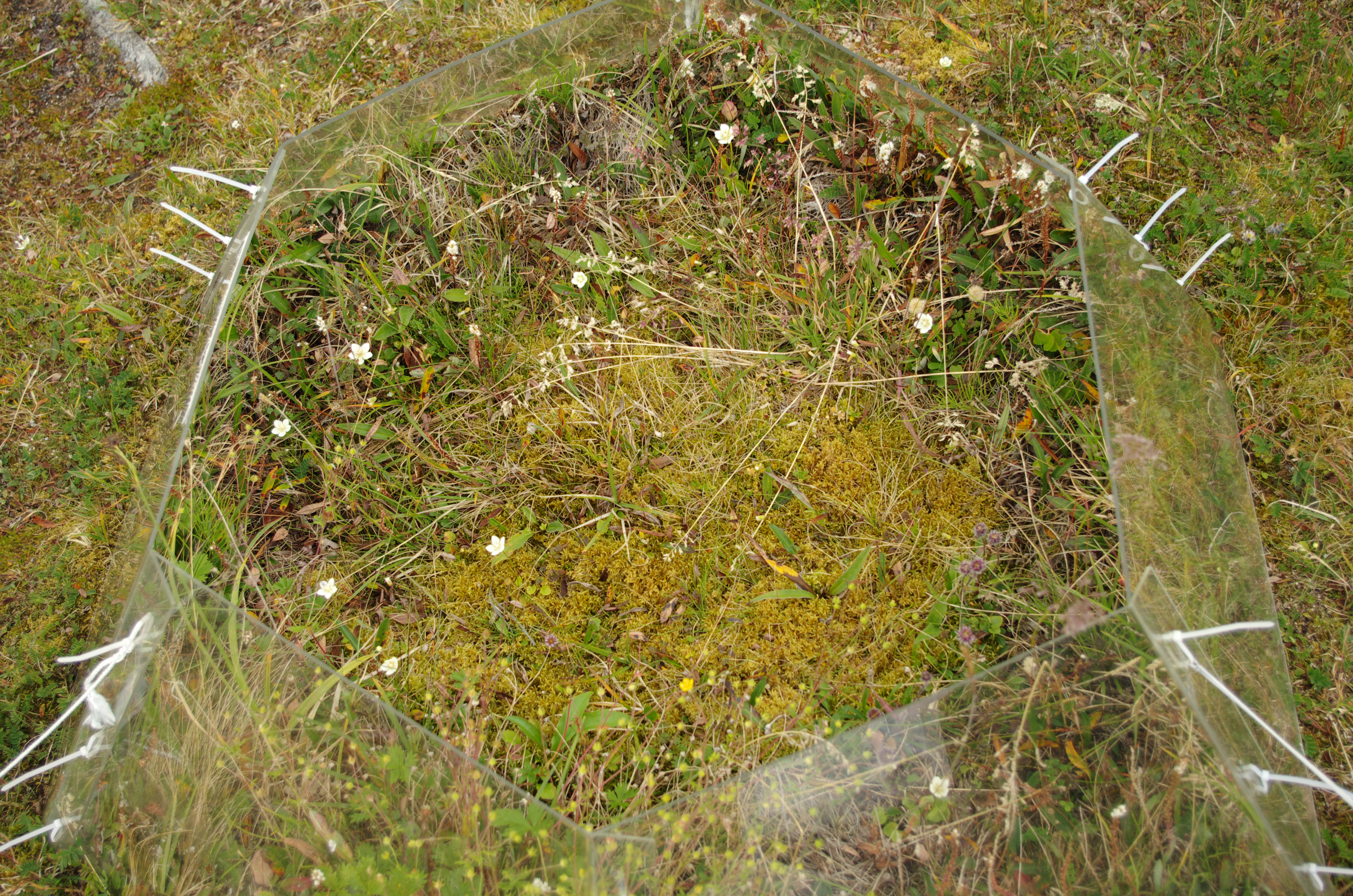
Växtligheten i miniväxhuset är frodigare än den är på fjället. Arter som föredrar en karg växtmiljö och kort och sval sommar missgynnas och minskar i antal eller försvinner helt.

## Delavrinningsområde
Latnjajaure ingår i delavrinningsområde (758883-161007) som SMHI kallar för Utloppet av Latnjajaure. Medelhöjden är 1 206 meter över havet och ytan är 8,96 kvadratkilometer. Det finns inga avrinningsområden uppströms utan avrinningsområdet är högsta punkten. Vattendraget som avvattnar avrinningsområdet har biflödesordning 3, vilket innebär att vattnet flödar genom totalt 3 vattendrag innan det når havet efter 496 kilometer. Avrinningsområdet består mestadels av kalfjäll (92 procent). Avrinningsområdet har 0,74 kvadratkilometer vattenytor vilket ger det en sjöprocent på 8,3 procent.